# Gustav von Korompay
Gustav von Korompay (né le 4 janvier 1833 à Vienne, mort le 17 février 1907 dans la même ville) est un architecte autrichien.

## Biographie
Gustav von Korompay est le fils de l'architecte Adolf Korompay. Il étudie à l'institut polytechnique de Vienne puis de 1853 à 1858 à l'académie des beaux-arts de Vienne où il a pour professeurs August Sicard von Sicardsburg et Eduard van der Nüll. En 1873, il travaille avec Karl von Hasenauer sur les bâtiments et les pavillons de l'Exposition universelle de 1873 à Vienne. En 1878, il est nommé architecte en chef pour diriger la construction des bâtiments impérieux à l'Exposition universelle de Paris.
De 1857 à 1859 et de 1879 à 1890, il est membre de l'association des ingénieurs et des architectes autrichiens avec la recommandation de Theodor Hoppe.
Il travaille pendant un certain temps en France, principalement à Paris et Marseille. À Vienne, il est considéré comme l'un des premiers architectes qui se sont tournés vers le style néo-baroque comme Karl König.

## Sources
- (de) Cet article est partiellement ou en totalité issu de l’article de Wikipédia en allemand intitulé « Gustav von Korompay » (voir la liste des auteurs).